# Гассо фон Мантойффель
Гассо-Еккард фон Мантойффель (нім. Hasso-Eccard von Manteuffel; нар. 14 січня 1897, Потсдам, Бранденбург — пом. 24 вересня 1978, Райт-ім-Альпбахталь) — німецький воєначальник часів Третього Рейху, генерал танкових військ (1944) Вермахту. Кавалер Лицарського хреста Залізного хреста з Дубовим листям, Мечами та Діамантами (1945).

## Біографія

### Ранні роки
Народився 14 січня 1897 року в Потсдамі, онук прусського фельдмаршала Едвіна фон Мантойффеля. Наслідуючи сімейну традицію, в 1908 році вступив в прусський кадетський корпус в Наумбурге, а потім до військового училища в Берліні.

### Перша світова війна
Поступив на військову службу в лютому 1916 року фенріхом (кандидатом в офіцери) в 3-й гусарський полк, спрямований на Західний фронт. У квітні 1916 року отримав звання лейтенанта. У жовтні 1916 року поранений шрапнеллю. Нагороджений Залізним хрестом 2-го ступеня. У лютому 1917 року повернувся на службу, до кінця війни служив в штабі 6-ї піхотної дивізії. Нагороджений Залізним хрестом 1-го ступеня і ще двома орденами.

### Між світовими війнами
У січні-травні 1919 року — в штабі фрайкора «фон Овен». З травня 1919 — на службі в рейхсвер, в кавалерійських частинах. З 1925 року — обер-лейтенант, з 1934 року — ротмістр.
З жовтня 1935 року — командир мотоциклетного батальйону 2-ї танкової дивізії. У 1936 році отримав звання майора, в штабі 2-ї танкової дивізії. З лютого 1937 року — радник інспекції танкових військ Верховного командування сухопутних військ. У лютому 1939 року став старшим викладачем в 2-му училищі танкових військ в Берліні. З квітня 1939 року — підполковник.

### Друга світова війна
З травня 1941 року — командир батальйону в 7-му стрілецькому полку 7-ї танкової дивізії. З 22 червня 1941 року — на Східному фронті (група армій «Центр»). У липні нагороджений планками до Залізних хрестів обох ступенів (повторне нагородження). З серпня — командир 6-го стрілецького полку 7-ї танкової дивізії. 1 жовтня отримав звання полковника. В кінці листопада на чолі «бойової групи Мантойффель» (Kampfgruppe Manteuffel) пробився на околиці Москви, і виявився на відстані 50 км від столиці СРСР. 31 грудня був нагороджений Лицарським хрестом.
У червні 1942 року 7-а танкова дивізія була відправлена на переформування до Франції. У липні 1942 року полковник фон Мантойффель призначений командиром 7-ї стрілецької бригади цієї дивізії. Взимку 1942/43 року відбув до Африки, де з 7 лютого по 31 березня 1943 року було командиром дивізії «фон Мантойффель», що воювала в Тунісі. В кінці квітня 1943 відправлений до Німеччини на лікування. 1 травня 1943 року — генерал-майор. У травні-серпні 1943 року — у відпустці через хворобу.
З 20 серпня 1943 року — командир 7-ї танкової дивізії на Східному фронті (група армій «Південь», в районі Бєлгорода). Потім вів оборонні бої в районі Києва і Житомира. 23 листопада 1943 нагороджений дубовим листям (№ 332) до Лицарського хреста, 22 лютого 1944 року — нагороджений мечами (№ 50) до Лицарського хреста з дубовим листям.
З 1 лютого 1944 року — генерал-лейтенант, командир танкової дивізії «Велика Німеччина» (оборонні бої в Україні, Румунії, з серпня 1944 року — в Литві).
З 1 вересня 1944 року — генерал танкових військ, з 10 вересня 1944 року — командувач 5-ї танкової армії (на Західному фронті). З 16 грудня сім дивізій під його початком брали участь в Арденському настанні. Після того як наступ захлинувся, фон Мантойффель зміг відбити контратаки генерала Паттона, і вивести своїх підлеглих з оточення. За ці дії був нагороджений 18 лютого 1945 року Діамантами (№ 24) до Лицарського хреста з дубовим листям і мечами.
З 9 березня 1945 року — командувач 3-й танковою армією на Східному фронті. Армія тримала оборону на Одері, на північ від Зееловских висот. Після прориву радянських військ в Наприкінці квітня 1945 року Мантойффель відвів свою армію на захід і здався союзникам 3 травня 1945 року.

### Після Другої світової війни
Мантойффель пробув у полоні до вересня 1947 року.
У 1953—1957 роках був депутатом бундестагу від Вільної демократичної партії. У цей період він виступив з пропозицією перейменувати Збройні сили ФРН в бундесвер.

## Нагороди
Військова кар'єра
- 22 лютого 1916 — фенрих
- 28 квітня 1916 — лейтенант
- 1 квітня 1925 — обер-лейтенант
- 1 квітня 1934 — ротмістр
- 1 жовтня 1936 — майор
- 1 квітня 1939 — оберст-лейтенант
- 1 жовтня 1941 — оберст
- 1 травня 1943 — генерал-майор
- 1 лютого 1944 — генерал-лейтенант
- 1 вересня 1944 — генерал танкових військ

### Перша світова війна
- Залізний хрест
  - 2-го класу (13 жовтня 1916)
  - 1-го класу (2 травня 1917)
- Хрест «За військові заслуги» (Австро-Угорщина) 3-го класу
- Хрест «За військові заслуги» (Брауншвейг) 2-го класу
- Орден «За заслуги» (Баварія) 3-го класу
- Чорний нагрудний знак «За поранення»

### Міжвоєнний період[1]
- Почесний хрест ветерана війни
- Медаль «За вислугу років у Вермахті» 4-го, 3-го, 2-го і 1-го класу (25 років)
- Німецька імперська відзнака за фізичну підготовку (DRL) в золоті (1939)
- Золотий почесний знак Гітлер'югенду

### Друга світова війна
- Хрест Воєнних заслуг 2-го класу (20 грудня 1940)[1]
- Застібка до Залізного хреста
  - 2-го класу (22 липня 1941)
  - 1-го класу (1 серпня 1941)
- Нагрудний знак «За танкову атаку» в бронзі (2 вересня 1941)[1]
- Лицарський хрест Залізного хреста з дубовим листям, мечами і діамантами
  - Хрест (31 грудня 1941)
  - Дубове листя (№ 332; 23 листопада 1943)
  - Мечі (№ 50; 20 лютого 1944)
  - Діаманти (№ 24; 18 лютого 1945)
- Нарукавна стрічка «Африка» (1943)
- 4 рази відзначений у Вермахтберіхті (8 жовтня 1943, 16 листопада 1943, 14 березня 1944, 8 травня 1944)
- Медаль «За зимову кампанію на Сході 1941/42»
- Орден Михая Хороброго 3-го класу (Румунія) (30 травня 1944)[1]
- Срібний нагрудний знак «За поранення»